# I vizi proibiti delle giovani svedesi
I vizi proibiti delle giovani svedesi (Daddy Darling) è un film del 1970, diretto dal regista Joseph W. Sarno.